# 加賀清孝
加賀 清孝（かが きよたか、1950年9月4日 - ）は、日本のオペラ歌手・童謡歌手・作曲家。

## 来歴・人物
- オペラではフィガロの結婚伯爵で二期会デビュー。他にセビリアの理髪師フィガロ、ヘンゼルとグレーテル父親、魔笛パパゲーノなどをレパートリーとする。
- 後にメリー・ウィドウダニロ、更にこうもりファルケなども得意のレパートリーとし、オペラ・オペレッタの舞台に多数出演。
- 1985年度途中～1989年度までうたって・ゴーに出演。

## 出演
- うたって・ゴー　1986～1989年度
- ラジオ音楽教室6年生

## 代表作品
- 夏の日の贈り物
- 友よ北の空へ
- 名づけられた葉
- 憧れはいつも

## その他
- カワイ音楽教室　グループレッスン　チャイルドコーナー教材　ピコルのぼうけんB(歌唱)
- カワイ音楽教室　グループレッスン　ピコルわーるど教材  ピコルわーるど(歌唱)
- カワイ音楽教室　個人レッスン教材 サウンドツリー(歌唱)